# Den sidste viking (film fra 1997)
 For alternative betydninger, se Den sidste viking. (Se også artikler, som begynder med Den sidste viking)
Den sidste viking er en dansk film fra 1997, skrevet af Mikael Olsen og instrueret af Jesper W. Nielsen.

## Medvirkende
- Marika Lagercrantz
- Kim Bodnia
- Erik Wedersøe
- Per Oscarsson
- Bjarne Henriksen
- Troels Trier